# Myspace
Myspace, reso precedentemente in maniera grafica come My␣, ed ancor prima come MySpace, è una comunità virtuale, e più precisamente un social network, creata nel 2003 da Tom Anderson e Chris DeWolfe. Offre ai suoi utenti blog, profili personali, gruppi, foto, musica e video. I server sono a Santa Monica e a New York.

## Storia

Logo originale

La versione attuale di MySpace è stata fondata nel novembre 2003 da Tom Anderson (studente dell'Università della California - Berkeley e dell'Università della California, Los Angeles) e Chris DeWolfe (laureato all'University of Southern California's Marshall School of Business). Anderson ne è stato presidente ed amministratore delegato sino al 2009, anno in cui ha lasciato l'azienda poiché in disaccordo con la direzione presa dal sito.
Era parzialmente proprietà della Intermix Media, che è stata acquisita nel luglio 2005 per 580 milioni di dollari statunitensi dalla News Corporation di Rupert Murdoch, proprietario fino al 2011.
L'arrivo di nuovi social media come Facebook e Twitter ha, gradualmente, soppiantato MySpace come piattaforma utilizzata per profili e blog personali. Nonostante questo, per diverso tempo il sito ha continuato ad essere una vetrina per i gruppi musicali, per via della possibilità di caricare file MP3 che, nei primi tempi, era preclusa alle reti sociali concorrenti. Tuttavia, la navigazione attraverso MySpace divenne sempre più difficoltosa a causa della possibilità di personalizzare l'aspetto della propria pagina utilizzando il linguaggio HTML. Tali personalizzazioni erano rese possibili grazie ad alcuni siti esterni che, una volta selezionate le modifiche desiderate, restituivano stringhe HTML da copiare nelle informazioni di profilo.
Tuttavia, l'abuso di questi codici (spesso unito alle scarse conoscenze informatiche degli utenti che li utilizzavano) ha reso molto difficile la navigazione attraverso MySpace: molte pagine, alla loro apertura, richiedevano il caricamento di immagini, video, slideshow, lettori multimediali e altre applicazioni, aumentando la richiesta di banda e gravando sulla CPU dei computer meno potenti. Pertanto, nel 2009, ci fu una sorta di "azzeramento" dei profili, che, da quel momento, risultarono più omogenei a livello grafico. Paradossalmente, i nuovi profili risultarono ancora più lenti (a causa di un maggior uso del plugin flash) e difficili da utilizzare, causando un'ulteriore migrazione verso altre reti sociali e il progressivo abbandono di MySpace.

Logo usato nei primi anni duemiladieci

Nel 2011, a causa di esigenze di bilancio, ha operato un taglio dei dipendenti pari al 47% del personale (circa 500 dipendenti). Dopo aver dimezzato gli accessi nell'ultimo anno e chiuso il 2010 con pesanti passivi, nel giugno 2011 News Corporation vende per circa 35 milioni di dollari alla Specific Media, specializzata in pubblicità online.
Il 15 giugno 2013 MySpace riapre con un design rinnovato e migliorato, con la possibilità di ascoltare musica gratis dopo essersi registrati e di aprire la propria stazione radio.

### Dal 2019: proprietà di Viant Technology Holding Inc.
Nel marzo 2019, MySpace ha perso tutti i contenuti precedenti al 2016 a causa di una migrazione del server difettosa.
A partire dal 5 ottobre 2024, MySpace è stato messo in una sorta di modalità di sola lettura e non sono stati pubblicati nuovi articoli dall'inizio del 2022. La maggior parte delle immagini sul sito non funziona più e anche i brani musicali esistenti non potevano essere riprodotti.
I caricamenti multimediali ora funzionano e anche l'account ufficiale di MySpace ha avviato nuove attività. I termini di servizio di MySpace non sono stati modificati da Viant. L'informativa sulla privacy è stata rivista l'ultima volta il 24 giugno 2024.

## MySpace Italia
MySpace Italia, la sezione di Myspace dedicata all'Italia, è partita in versione beta il 15 dicembre 2006, ed è stata lanciata ufficialmente nel maggio 2007. Il tasso di crescita di MySpace in Italia era di 4.500 nuovi profili al giorno, uno ogni 5 secondi. Il tempo medio che un utente italiano trascorreva su MySpace era 64 minuti al giorno, a fronte dei 39 minuti degli utenti statunitensi. Il numero di gruppi musicali iscritti a MySpace Italia era superiore a 70.000.
La sede italiana di MySpace ha chiuso il 26 giugno 2009.